# Качалка

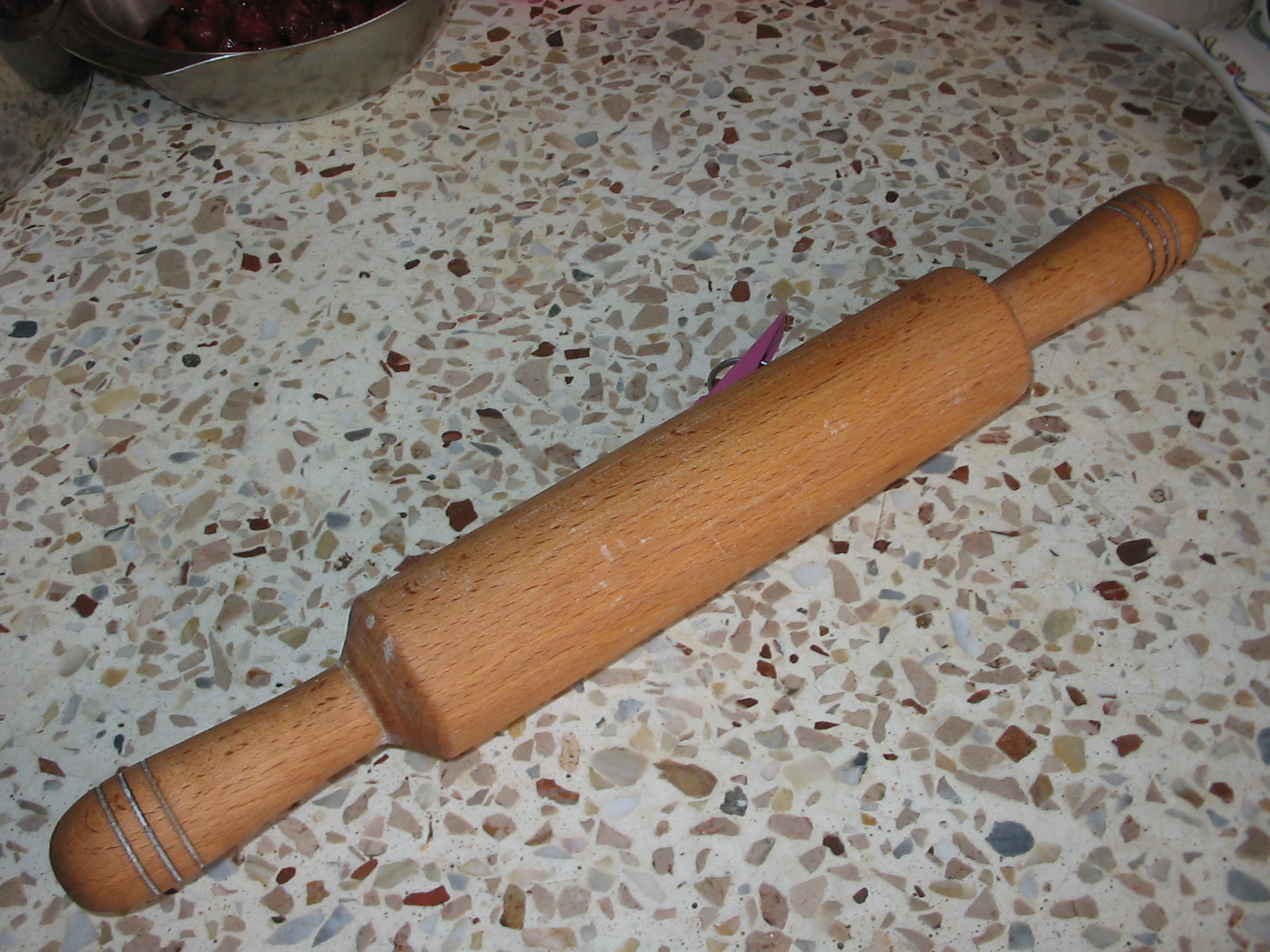
Качалка з дерева

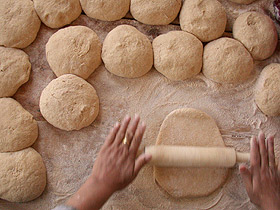
Качалка в роботі

Кача́лка або вало́к, рідше тачі́вка, діал. маґель, маґіль (через пол. magiel від нім. Mangel) — інструмент циліндричної форми, який використовують в кулінарії для виготовлення виробів із тіста.
Качалка виготовляється з дерева, металу чи пластмаси. Може мати по боках ручки для зручності в користуванні.
До поширення прасок у селі качалку використовували і для прасування одягу — намотану на качалку білизну викачували за допомогою рубля.